# Leila McIntyre
Leila McIntyre (Vermont, 20 de diciembre de 1882 – Los Ángeles, 9 de enero de 1953) fue una actriz y intérprete de vodevil estadounidense.

## Primeros años
Leila McIntyre era de Vermont, Estuvo en teatro desde niña.

## Carrera

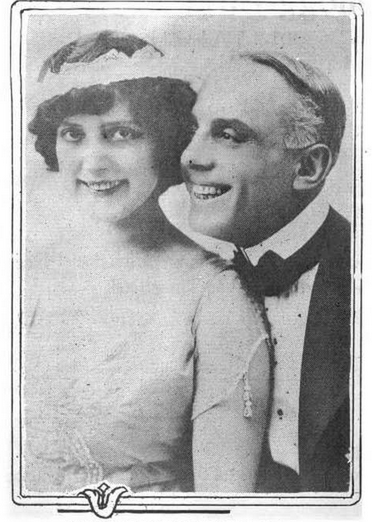
Leila McIntyre y John Hyams, en una publicación de 1917.

Leila McIntyre fue una actriz de vodevil, primero como parte de Linton & McIntyre, "The Chattering Chums", y más tarde como parte del equipo cómico Hyams & McIntyre con su esposo, John Hyams. Actuó en varias producciones de Broadway, como Mother Goose (1903), A Little of Everything (1904), York State Folks (1905), The Girl of My Dreams (1911) y The Dancing Duchess (1914). En una crítica de The Girl of My Dreams, el New York Times señaló que McIntyre tenía "una mirada inocente y una voz aguda y temblorosa" adecuada para su papel de ingenua.
Leila McIntyre apareció en casi cuarenta películas, normalmente en papeles pequeños, incluyendo dos veces como Mary Todd Lincoln, en The Plainsman (1936) y en The Prisoner of Shark Island (1936). También se la vio en Hurricane (1929), On the Level (1930), Marriage on Approval (1933), Her Secret (1933), Private Worlds (1935), Murder in the Fleet, Mr. Cinderella (1936), Pick a Star (1937), The Housekeeper's Daughter (1939) y Captain Eddie (1945). Su último papel en el cine fue en The Hoodlum Saint (1946).

## Vida personal
Leila McIntyre se casó con el también actor John Hyams en 1904. Su hija, Leila Hyams (1905-1977), también se convirtió en actriz. Leila McIntyre enviudó en 1940. Murió en 1953, a la edad de 70 años, en Los Ángeles, California.

## Filmografía
| Año  | Título                       | Papel                            | Notas                                         |
| ---- | ---------------------------- | -------------------------------- | --------------------------------------------- |
| 1929 | Hurricane                    | Mrs. Stevens                     |                                               |
| 1930 | On the Level                 | mamá Whalen                      |                                               |
| 1931 | City Lights                  | Asistente de la tienda de flores | Sin acreditar                                 |
| 1932 | Forbidden                    |                                  | Sin acreditar                                 |
| 1933 | Footlight Parade             | Madre en 'Honeymoon Hotel'       | Sin acreditar                                 |
| 1933 | Marriage on Approval         | Mary MacDonald                   |                                               |
| 1933 | Her Secret                   | Decana de Mujeres                |                                               |
| 1934 | Dr. Monica                   | Elizabeth - sirvienta de Monica  | Sin acreditar                                 |
| 1935 | A Night at the Ritz          | Esposa del banquero              | Sin acreditar                                 |
| 1935 | Private Worlds               | Mrs. Marley                      |                                               |
| 1935 | Murder in the Fleet          | Mrs. Ambrose Justin              | Sin acreditar                                 |
| 1935 | The Virginia Judge           | Mrs. Stuart                      |                                               |
| 1935 | Coronado                     | Invitada del hotel               | Sin acreditar                                 |
| 1936 | Dangerous Waters             | Mrs. Brunch                      | Sin acreditar                                 |
| 1936 | The Prisoner of Shark Island | Mary Todd Lincoln                |                                               |
| 1936 | We Went to College           | Mrs. Tomlin                      | Sin acreditar                                 |
| 1936 | Mr. Cinderella               | Mrs. Wilberforce                 |                                               |
| 1936 | The Plainsman                | Mary Todd Lincoln                | Sin acreditar                                 |
| 1937 | Pick a Star                  | Mrs. McGregor                    |                                               |
| 1939 | Zenobia                      | Mrs. Langhorn                    | Sin acreditar                                 |
| 1939 | The Women                    | Mujer con fardos                 | Sin acreditar                                 |
| 1939 | The Housekeeper's Daughter   | Mrs. Randall                     |                                               |
| 1940 | Framed                       | Elderly Woman                    | Sin acreditar                                 |
| 1940 | Women Without Names          | Jurado                           | Sin acreditar                                 |
| 1940 | Third Finger, Left Hand      | Mrs. Thompson                    | Sin acreditar                                 |
| 1941 | Accent on Love               | Mujer mayor                      | Sin acreditar                                 |
| 1941 | Private Nurse                | Mujer en tienda de flores        | Sin acreditar                                 |
| 1942 | Maisie Gets Her Man          | Mrs. Dillon                      | Sin acreditar                                 |
| 1942 | Tennessee Johnson            | Papel menor                      | Sin acreditar                                 |
| 1943 | Crash Dive                   | Esposa del senador               | Sin acreditar                                 |
| 1943 | Wintertime                   | Jugadora de bridge               | Sin acreditar                                 |
| 1945 | A Guy, a Gal and a Pal       | madre de Jimmy                   | Sin acreditar                                 |
| 1945 | Nob Hill                     | Papel menor                      | Sin acreditar                                 |
| 1945 | Captain Eddie                | Mrs. Foley                       |                                               |
| 1945 | Fallen Angel                 | Bank Clerk                       | Sin acreditar                                 |
| 1946 | The Hoodlum Saint            | Mrs. Ryan                        | Sin acreditar, (último papel cinematográfico) |